# Стационе (Анкона)
Стационе (итал. Stazione) насеље је у Италији у округу Анкона, региону Марке.
Према процени из 2011. у насељу је живело 2446 становника. Насеље се налази на надморској висини од 95 м.